# Darjan
Darjan je moško osebno ime.

## Izvor imena
Ime Darjan je različica moškega osebnega imena Darij.

## Pogostost imena
Po podatkih Statističnega urada Republike Slovenije je bilo na dan 31. decembra 2007 v Sloveniji število moških oseb z imenom Darjan: 387.

## Osebni praznik
Osebe z imenom Darjan lahko godujejo takrat kot Darij.

## Znane osebe
- Darjan Petrič, slovenski plavalec